# Hrubá Borša
Hrubá Borša est un village de Slovaquie situé dans la région de Bratislava.

## Histoire
Première mention écrite du village en 1244.
La localité fut annexée par la Hongrie après le premier arbitrage de Vienne le 2 novembre 1938. En 1938, on comptait 312 habitants dont Elle faisait partie du district de Galanta, en hongrois Galántai járás. Le nom de la localité avant la Seconde Guerre mondiale était Hrubá Borša/Nagy-Borsa. Durant la période 1938 -1945, le nom hongrois Nagyborsa était d'usage. À la libération, la commune a été réintégrée dans la Tchécoslovaquie reconstituée.

## Démographie

### Évolution de la population
| Année:               | 1994. | 2004.    | 2014.    | 2024.     |
| -------------------- | ----- | -------- | -------- | --------- |
| Nombre de personnes: | 327   | 386      | 623      | 1739      |
| Différence:          |       | +18,04 % | +61,39 % | +179,13 % |

| Année:               | 2023. | 2024.   |
| -------------------- | ----- | ------- |
| Nombre de personnes: | 1672  | 1739    |
| Différence:          |       | +4,00 % |